# Płużyny (Białoruś)
Płużyny (biał. Плужыны, Плужаны, Płużany, ros. Плужины) – wieś na Białorusi, w rejonie korelickim obwodu grodzieńskiego, w sielsowiecie Rajca.

## Geografia
Miejscowość położona na Wysoczyźnie Nowogródzkiej, ok. 4 km na wschód od jeziora Świteź, na południe od Rusocina i Łohowatki, między Miratyczami i Jatwieżą na zachodzie a Dąbrową i Romejkami na wschodzie. Na południe od Płużyn leżą Soleniki i Białe Ługi.

## Historia
Miejscowość wymieniona w balladzie Świteź Adama Mickiewicza: 
Ktokolwiek będziesz w Nowogródzkiej stronie,
Do Płużyn ciemnego boru
Wjechawszy, pomnij zatrzymać twe konie....
Tutejszym majątkiem zarządzał Michał Wereszczaka, przyjaciel wieszcza i brat jego ukochanej, Maryli.
W XIX w. wieś i folwark Płużyny znajdowały się w powiecie nowogródzkim guberni mińskiej, w gminie Rajca. W drugiej połowie tegoż stulecia folwark należał do Sadowskich (od 1859 r.). 
W okresie międzywojennym Płużyny (wieś, folwark i leśniczówka) należały do gminy Cyryn, w powiecie nowogródzkim województwa nowogródzkiego II Rzeczypospolitej. 
Po II wojnie światowej Płużyny znalazły się w granicach Białoruskiej SRR, a od 1991 r. – w niepodległej Białorusi.